# Talisman
För andra betydelser, se Talisman (olika betydelser).
Talisman är ett med magiska tecken försett föremål som anses ha förmåga skänka ägaren lycka och osårbarhet samt vara fyllt av både skydds- och anfallskraft.